# Ramsdell
Ramsdell – wieś w Anglii, w hrabstwie Hampshire, w dystrykcie Basingstoke and Deane. Leży 32 km na północny wschód od miasta Winchester i 75 km na zachód od Londynu. Miejscowość liczy ok. 75 mieszkańców.